# Pueblo Viejo, La Huacana
Pueblo Viejo är en ort i Mexiko.   Den ligger i kommunen La Huacana och delstaten Michoacán de Ocampo, i den södra delen av landet, 280 km väster om huvudstaden Mexico City. Pueblo Viejo ligger 510 meter över havet och antalet invånare är 358.
Terrängen runt Pueblo Viejo är huvudsakligen kuperad. Pueblo Viejo ligger nere i en dal. Runt Pueblo Viejo är det glesbefolkat, med 16 invånare per kvadratkilometer. Närmaste större samhälle är La Huacana, 14,2 km nordväst om Pueblo Viejo. Trakten runt Pueblo Viejo består till största delen av jordbruksmark.